# Pseudeusemia longimaculata
Pseudeusemia longimaculata är en fjärilsart som beskrevs av W. Warren 1897. Pseudeusemia longimaculata ingår i släktet Pseudeusemia och familjen mätare. Inga underarter finns listade i Catalogue of Life.